# Hans-Hermann Precht

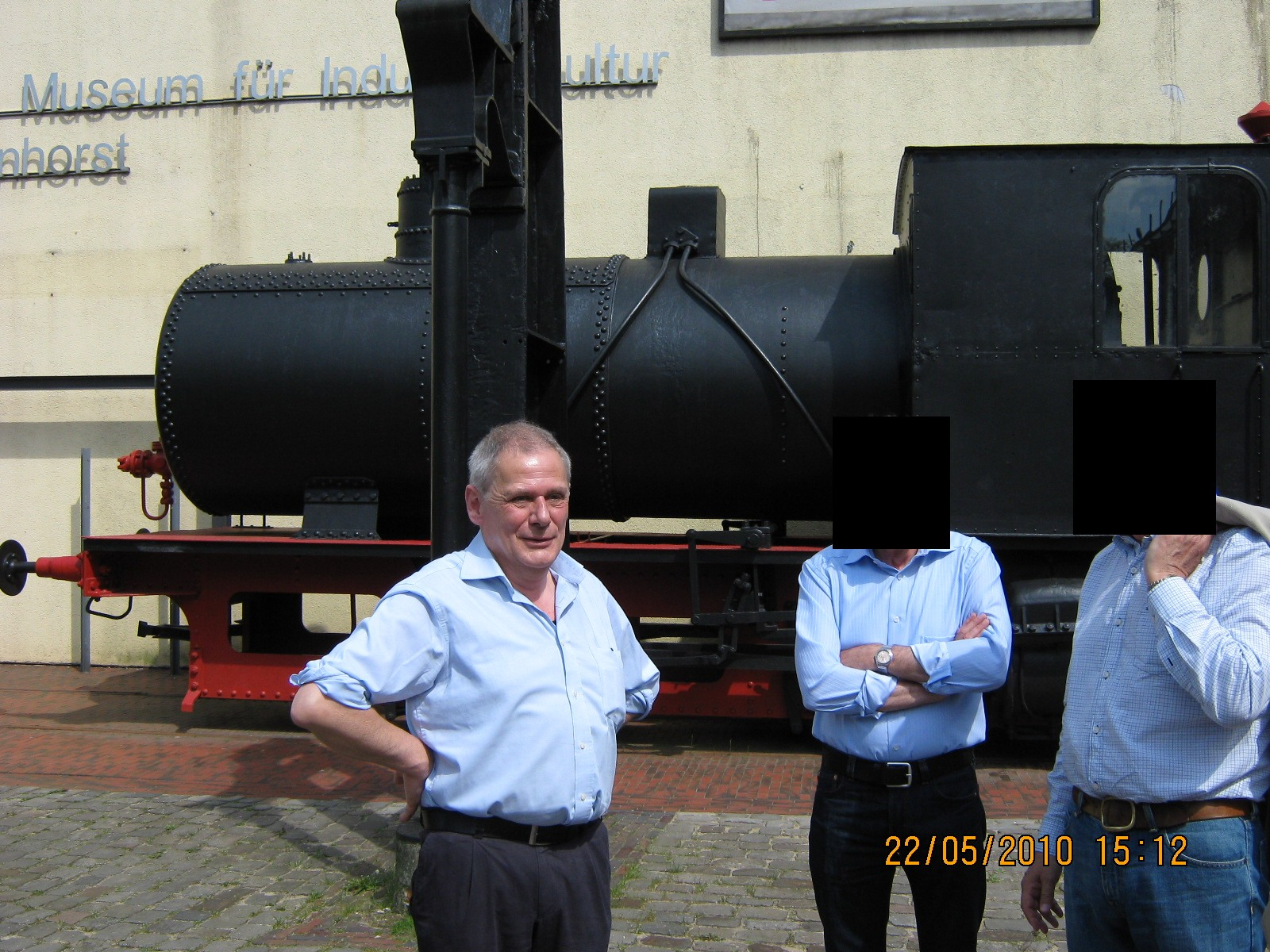

Hans-Hermann Precht (* 22. September 1949 in Delmenhorst; † 14. Januar 2019 in Bremen) war ein deutscher Museumsfachmann und Wirtschafts- und Sozialhistoriker.

## Biografie
Precht war von 2011 bis 2014 Direktor des Nordwestdeutschen Museums für Industriekultur, dem Fabrikmuseum der Nordwolle in Delmenhorst. Er förderte nicht nur die museale Präsentation der nordwestdeutschen Industrie- und Sozialgeschichte im Museum für Industriekultur (Nordwolle) in Delmenhorst, er verfasste auch mehrere für die Wirtschafts- und Industriegeschichtsschreibung Nordwestdeutschlands wichtige Werke. Darüber hinaus war er als Lehrbeauftragter für Wirtschaftsgeschichte an der Hochschule Bremen tätig.

## Schriften
- H.-H. Precht (Hrsg.): Wirtschaftskrisen 1929 und 2009. Forum Nordwolle Delmenhorst, Culturcon Verlag 2015, ISBN 3-944068-44-0.
- H.-H Precht, B.Renken [Redaktion]: Ein Rundgang auf der Nordwolle durch die frühere Stadt in der Stadt auf der Nordwolle heute (1884–2000), ISBN 3-89598-646-1 (ISBN 978-3-89598-646-8), Verlag: Isensee, Oldenburg, 1999
- weitere 41 Publikationen in der Bibliothek der Stadtbücherei Delmenhorst